# Fontaine Brewer
La Fontaine Brewer est une fontaine située dans le parc de Boston Common à Boston aux États-Unis. Elle mesure 6,7 mètres de haut et pèse 6 800 kg. Elle fut coulée en fonte à Osne-le-Val (Haute-Marne) par la fonderie d'art du Val d'Osne. À l'origine, elle a constitué un cadeau de Gardner Brewer (en), un ancien maire, à la ville de Boston.

## Histoire
La fontaine fut installée dans le Boston Common, le 3 juillet 1868. Elle constitue  l'un des vingt exemplaires existants encore du modèle présenté à l'exposition universelle de Paris en 1855 par la fonderie du Val d'Osne et ses créateurs, Mathurin Moreau pour les sculptures et Michel Joseph Napoléon Liénard pour l'agencement. La partie basse de la fontaine est une allégorie de la mer avec des représentations de Neptune, Amphitrite, Acis et Galatée. Les quatre chérubins, dominant une vasque octogonale située au dessus, symbolisent la pêche et le commerce maritime.
La fontaine cessa de fonctionner complètement en 2003 à cause de sa lente dégradation. Un important projet de restauration a alors débuté en 2009. Le projet d'un montant de 640 000 dollars a été mené par Joshua Craine (Dedale, Inc.) : la fontaine a été à nouveau inaugurée le 26 mai 2010.